# Meterioptera
Meterioptera is een ondergeslacht van het insectengeslacht Erioptera binnen de familie steltmuggen (Limoniidae).

## Soorten
- E. (Meterioptera) ablusa (Alexander, 1958)
- E. (Meterioptera) angustifascia (Alexander, 1920)
- E. (Meterioptera) bengalensis (Alexander, 1921)
- E. (Meterioptera) beninensis (Alexander, 1976)
- E. (Meterioptera) bicornifer (Alexander, 1921)
- E. (Meterioptera) dewulfi (Alexander, 1956)
- E. (Meterioptera) ensifera (Alexander, 1930)
- E. (Meterioptera) fervida (Alexander, 1934)
- E. (Meterioptera) festiva (Alexander, 1934)
- E. (Meterioptera) fumipennis (Alexander, 1921)
- E. (Meterioptera) geniculata (Edwards, 1931)
- E. (Meterioptera) genualis (Edwards, 1934)
- E. (Meterioptera) halterata (Brunetti, 1912)
- E. (Meterioptera) illingworthi (Alexander, 1920)
- E. (Meterioptera) insignis (Edwards, 1916)
- E. (Meterioptera) javanensis (de Meijere, 1911)
- E. (Meterioptera) luzonica (Alexander, 1917)
- E. (Meterioptera) nigrospica (Alexander, 1976)
- E. (Meterioptera) notata (de Meijere, 1911)
- E. (Meterioptera) pergracilis (Alexander, 1975)
- E. (Meterioptera) persinuata (Alexander, 1964)
- E. (Meterioptera) quadripilata (Alexander, 1958)
- E. (Meterioptera) quadrispicata (Alexander, 1949)
- E. (Meterioptera) raphidostyla (Alexander, 1978)
- E. (Meterioptera) scioptera (Alexander, 1956)
- E. (Meterioptera) simulans (Alexander, 1926)
- E. (Meterioptera) subaurea (Bergroth, 1888)
- E. (Meterioptera) thaumasta (Alexander, 1950)
- E. (Meterioptera) thelema (Alexander, 1962)